# Công ước về Hàng không Dân dụng Quốc tế
Công ước về Hàng không Dân dụng Quốc tế, viết tắt là CICA (Convention on International Civil Aviation), còn gọi là Công ước Chicago, là công ước được Tổ chức Hàng không Dân dụng Quốc tế (ICAO), một cơ quan chuyên môn của Liên Hợp Quốc, đảm trách điều phối và điều chỉnh giao thông hàng không quốc tế.
Công ước có những quy định không phận, đăng ký máy bay và an toàn, và chi tiết về các quyền của các bên ký kết liên quan đến giao thông hàng không. Công ước cũng quy định đối với thuế các loại nhiên liệu máy bay thương mại.

## Lịch sử
Văn bản Công ước đã được ký kết vào ngày 07/12/1944 tại Chicago, Mỹ, với 52 thực thể tham gia ký kết.
Sau đó nó được sự phê chuẩn ngày 05/03/1947 và có hiệu lực vào ngày 04/04/1947, cùng ngày mà ICAO ra đời. Trong tháng 10 năm đó, ICAO đã trở thành một cơ quan chuyên trách thuộc Hội đồng Liên Hợp Quốc về Kinh tế và Xã hội (ECOSOC).
Công ước đã được sửa đổi tám lần (1959, 1963, 1969, 1975, 1980, 1997, 2000 và 2006).